# CC 65000
Тепловоз CC 65000 — серия шестиосных тепловозов произведённых фирмой Alstom для использования на железных дорогах Франции (SNCF) в 1957 — 1958 гг.
Первую поездку тепловоз этой серии совершил 8 января 1957 года. Тепловозы находились в эксплуатации до 1980-х годов, постепенно были изъяты из работы в течение 1981 — 1988.
Проектирование тепловоза было начато в 1954 году. Эти тепловозы должны были быть универсальными — водить как лёгкие курьерские поезда так и тяжёлые грузовые. В эксплуатации они должны были заменить паровозы серий R 141, C 140 C при проектировании учитывала следующие технические требования:
- Вес не более 100 тонн
- Максимальная осевая нагрузка 18 тонн
- Использование топлива производимого во Франции
- Сила тяги при скорости 20 км/ч 15800 кг, при скорости 120 км/ч — 2610 кг
- Конструкционная скорость 130 км/ч
- Две кабины машиниста

Кроме того, тепловоз должен был иметь паровой котёл с выработкой пара 780 кг/час.
На тепловозе было установлено два 16-цилиндровых дизельных двигателя мощностью 925 л.с. при 1500 об/мин. Дизели выпускались по лицензии компанией Société alsacienne de constructions mécaniques.
Каждая из шести колёсных пар тепловоза имела свой тяговый электродвигатель. Кузов тепловоза опирался на две трёхосные тележки.
Испытания тепловоза проводились с августа но ноябрь 1956 года в окрестностях города Бельфор. Тепловоз при ведении поезда весом 1100 тонн по участку с подъёмами до 10 ‰ развивал тяговое усилие до 23 тонн.
Во Франции тепловоз активно эксплуатировался до 1983 года, ежемесячный пробег составлял около 9 тысяч километров. Самый большой пробег у тепловоза с номером 65001 — 4110248 километров.
Этот тепловоз также экспортировался в Алжир (37 секций) и Аргентину (25 секций).
На базе конструкции этого тепловоза был создан тепловоз специально для компании MIFERMA (Мавритания). В 1961-1965 гг был выпущен 21 локомотив получивший обозначение серии MIFERMA Class CC 01-21.

## Тяговые плечи
- Нант — Доманжер — Редон — Ренн
- Нант — Доманжер — Донжес
- Нант — Сен-Жиль-Крус-де-Vie
- Нант — Сен-Пезанне — Порник

и др.

## Факты
Этот тепловоз был воспроизведён в модели масштаба H0 компаниями «Hornby-acHO» и «Mistral et Lematec» (Швейцария).